# Дубница (Врање)
Дубница је насељено место града Врања у Пчињском округу. Према попису из 2022. било је 654 становника (према попису из 1991. било је 860 становника). Налази се пет километара југозападно од Врања и највеће је село у Врањској котлини. По усменој традицији, Дубница је добила име по дубовима-дубицама (храст). У турским пописним књигама из 16. века, је позната као Домница.
Ово село је збијеног типа, на левој и десној обали Дубничке реке, која је настала спајањем Свето-илијског потока (извире под врхом Св. Илија) и Манастирског старог сеоског потока, познатог као „Рекиче“.
Овде се налази основна школа.

## Положај села
Село Дубница налази се са обеју страна Дубничке Реке, која постаје од два потока; Старо-селског са извориштем у Карпини испод цркве Св.Петра и Свето-илијског са извориштем под врхом Св. Илија честелински, на коме је црква Св. Илија. Одмах испод става та два потока настају куће села Дубница. Куће су на странама речне долине и у равници поред реке, а има их и у риду изван долине. Највише је кућа у равници поред реке, јер им је ту већи део земље за обрађивање а ту су се населили у њихови преци, кад су дошли из старог села Дубнице на данашње место.

## Тип села
И поред тога што су куће у овом селу збијене, ипак се оно дели на мале, које се зову: Ђокинска, Шорејска, Дромсанска, Ољачанска, Лисичарска, Митровска, Јовинска, Коларска, Живковска, Крпејска, Веђанска, Овчарска или Ус и Глобинска Мала. Осим Овчарске Мале, која је на пола сата хода од села удаљена и Глобинске, која је у другој долини, одмах до села, све остале мале су једна до друге; раздваја их плот, река или сеоски пут.

## Демографија
У насељу Дубница живи 640 пунолетних становника, а просечна старост становништва износи 39,7 година (38,8 код мушкараца и 40,7 код жена). У насељу има 210 домаћинстава, а просечан број чланова по домаћинству је 3,90. Ово насеље је великим делом насељено Србима (према попису из 2002. године), а у последња три пописа, примећен је пад у броју становника.

## Историја
Нема тачних сазнања када је Дубница основана. Археолошким истраживањима пронађени су материјални остаци из римског периода и српског средњовековља. Први писани подаци потичу из доба кнеза Лазара. У својој повељи, из 1381. године, кнез Лазар Дубницу поклања манастиру Раваници. У књигама Дубровчанина Михаила Лукаревића из 1436-1441. године се, такође помиње Дубница, као и браћа Мартин и Брајко Хиндић из Дубнице.
На основу писаних и сакралних доказа, Дубница се може сматрати једним од најстаријих насеља на овом простору. У почетку насеље је било смештено у вишим деловима са манастиром Светог Петра и црквама Богородице и Светог Илије у централном делу. По старости манастира Св. Петра се може приближно одредити старост села. Наиме, Св. Петар се спомиње у Ћустендилском дефтеру из 1576-1577. године. Ово првобитно насеље је данас познато као Стара Дубница. Први помен Старе Дубнице потиче из катастарских пописа током 1519. године.
Као и сва насеља тог доба, ни Дубница није одолела тешким епидемијама болести куге (чуме), колере. Била је захваћена и двема сеобама Срба под Чарнојевићима (1690. и 1740. године). Упркос томе она је опстала и дан-данас живи.
Крајем 18. и 19. века Дубницу насељава српско становништво из Пчиње, Пољанице, Македоније и са Косова. Тада је, највероватније дошло до асимилације староседелаца, јер постоји континуитет у насељавању али нема старих родова. Родови који се сматрају оснивачима Дубнице су: Коларци, Јовинци, Спасинци, Ђокинци, Живковци, Митровци и Веђанци, а доселили су се на овом простору крајем 18. и почетком 19. века. Током овог периода земљиште данашње Дубнице је припадало Османлијама. По њиховом одласку настаје продаја овог земљишта које откупљују родови оснивачи. Због удаљености овог земљишта, али и социјалних потреба, становништво се спушта километар ниже од старе и формира нову, данашњу Дубницу.
|  |

| Демографија | Демографија | Демографија |
| Година      | Становника  | Становника  |
| ----------- | ----------- | ----------- |
| 1948.       | 1.162       |             |
| 1953.       | 1.168       |             |
| 1961.       | 1.162       |             |
| 1971.       | 1.075       |             |
| 1981.       | 903         |             |
| 1991.       | 860         | 852         |
| 2002.       | 819         | 827         |

| Етнички састав према попису из 2002.‍ | Етнички састав према попису из 2002.‍ | Етнички састав према попису из 2002.‍ | Етнички састав према попису из 2002.‍ | Етнички састав према попису из 2002.‍ |
| ------------------------------------ | ------------------------------------ | ------------------------------------ | ------------------------------------ | ------------------------------------ |
|                                      |                                      |                                      |                                      |                                      |
| Срби                                 | Срби                                 |                                      | 812                                  | 99,14%                               |
| Роми                                 | Роми                                 |                                      | 4                                    | 0,48%                                |
| непознато                            | непознато                            |                                      | 2                                    | 0,24%                                |

| Година пописа     | 1948. | 1953. | 1961. | 1971. | 1981. | 1991. | 2002. |
| ----------------- | ----- | ----- | ----- | ----- | ----- | ----- | ----- |
| Број домаћинстава | 179   | 190   | 197   | 192   | 199   | 226   | 210   |

| Број чланова      | 1  | 2  | 3  | 4  | 5  | 6  | 7  | 8 | 9 | 10 и више | Просек |
| ----------------- | -- | -- | -- | -- | -- | -- | -- | - | - | --------- | ------ |
| Број домаћинстава | 21 | 43 | 26 | 40 | 35 | 28 | 11 | 3 | 1 | 2         | 3,90   |

| Пол    | Укупно | Неожењен/Неудата | Ожењен/Удата | Удовац/Удовица | Разведен/Разведена | Непознато |
| ------ | ------ | ---------------- | ------------ | -------------- | ------------------ | --------- |
| Мушки  | 340    | 84               | 223          | 28             | 5                  | 0         |
| Женски | 327    | 49               | 226          | 50             | 2                  | 0         |
| УКУПНО | 667    | 133              | 449          | 78             | 7                  | 0         |

| Пол    | Укупно                    | Пољопривреда, лов и шумарство | Рибарство                            | Вађење руде и камена | Прерађивачка индустрија       |
| ------ | ------------------------- | ----------------------------- | ------------------------------------ | -------------------- | ----------------------------- |
| Мушки  | 206                       | 75                            | 0                                    | 2                    | 78                            |
| Женски | 170                       | 67                            | 0                                    | 0                    | 79                            |
| УКУПНО | 376                       | 142                           | 0                                    | 2                    | 157                           |
| Пол    | Производња и снабдевање   | Грађевинарство                | Трговина                             | Хотели и ресторани   | Саобраћај, складиштење и везе |
| Мушки  | 1                         | 1                             | 11                                   | 1                    | 8                             |
| Женски | 0                         | 0                             | 9                                    | 0                    | 1                             |
| УКУПНО | 1                         | 1                             | 20                                   | 1                    | 9                             |
| Пол    | Финансијско посредовање   | Некретнине                    | Државна управа и одбрана             | Образовање           | Здравствени и социјални рад   |
| Мушки  | 0                         | 0                             | 6                                    | 7                    | 8                             |
| Женски | 0                         | 1                             | 0                                    | 5                    | 4                             |
| УКУПНО | 0                         | 1                             | 6                                    | 12                   | 12                            |
| Пол    | Остале услужне активности | Приватна домаћинства          | Екстериторијалне организације и тела | Непознато            | Непознато                     |
| Мушки  | 3                         | 0                             | 0                                    | 5                    | 5                             |
| Женски | 0                         | 0                             | 0                                    | 4                    | 4                             |
| УКУПНО | 3                         | 0                             | 0                                    | 9                    | 9                             |